# 北區 (名古屋市)
北區（日语：／ Kita ku */?）為位於日本愛知縣名古屋市北部的行政區。轄區包括名古屋城以北區域，跨越矢田川及庄內川，北與春日井市、北名古屋市、豐山町接鄰，東側與南側大致以鐵路中央線及瀨戶線為界。

## 歷史
在區內的西志賀町地區和平手町曾分別發現屬於彌生時代初期的西志賀遺跡和彌生時代中期的志賀公園遺跡。
在令制國時代時本地屬於尾張國春日井郡，在16世紀初織田信長的家老平手政秀曾領有的志賀城即位於此，也因此至今在此仍留有平手町之地名；17世紀進入江戶時代後，大部分區域都成為尾張藩的領地，少部分區域屬於尾張藩御附家老成瀨氏犬山藩和竹腰氏今尾藩的領地。
19世紀末明治維新實施廢藩置縣後，原屬各藩的區域分別改隸屬名古屋縣、今尾縣、犬山縣，在1872年的第一次府縣整併後全部區域隸屬新整併的名古屋縣，而名古屋縣在四個月後更名為愛知縣。
1878年名古屋城下的區域設立為名古屋區，名古屋區在1889年成為名古屋市，而現在的北區在當時仍未屬於名古屋市，而是分屬清水町、金城村、杉村、六鄉村、萩野村、川中村、如意村、味鋺村八個行政區劃；1921年位於南部的清水町、金城村、杉村、六鄉村被併入名古屋市，位於中部的萩野村和川中村先是在1933年初次整併後，再於1937年也一同被併入名古屋市。最初舊金城村是被名古屋市分別劃入西區，其餘區域則市被劃入東區，直到1944年這些區域才被劃出新設立為北區。
位於庄内川北岸的如意村、味鋺在1906年合併為楠村後，在1955年也被併入名古屋市，並直接劃入北區。

## 交通
過去曾為名古屋市週邊主要機場的名古屋飛行場位於北區北側與豐山町、春日井市、小牧市交界處，自2005年中部國際機場啟用後，現已成為愛知縣營的日本國內線機場，但由於機場的旅客用航廈位於機場的西側，因此機場旅客的出入皆須自豐山町一側。

### 鐵路
- 東海旅客鐵道
  - 中央線：（←名古屋市千種區） - 大曾根車站 - （名古屋市守山區→）
- 名古屋鐵道
  - 瀨戶線：（←名古屋市中區） - 清水車站 - 尼坂車站 - （名古屋市東區→）
  - 小牧線：（←名古屋市營地下鐵上飯田線） - 上飯田車站 - 味鋺車站 - （春日井市→）
- 名古屋市營地下鐵
  - 名城線：（名古屋市中區） - 名城公園車站 - 黑川車站 - 志賀本通車站 - 平安通車站 - 大曾根車站 - （名古屋市東區→）
  - 上飯田線：（←名古屋鐵道小牧線） - 上飯田車站 - 平安通車站

## 外部連結
- （日語） 名古屋市北区役所的Facebook專頁